# وولفجانج نيبل
وولفجانج نيبل (بالإنجليزية: Wolfgang Nebel)‏ (من مواليد 15 نوفمبر 1956) وهو عالم الكمبيوتر الألماني وأستاذ تصميم الدوائر المتكاملة في قسم علوم الكمبيوتر في جامعة كارل فون أوسيتزكي في جامعة أولدنبورغ.

## حياته
حصل نيبل على دبلومه في الهندسة الكهربائية من جامعة هانوفر ثم حصل على درجة علمية من قسم علوم الكمبيوتر بجامعة كايزرسلاوترن للتكنولوجيا، حيث عمل لدى راينر هارتنشتاين. في عام 1987، انضم نيبل إلى فيليبس لأشباه الموصلات، هامبورغ، وعمل كمهندس برمجيات، ومدير مشروع CAD، وأصبح في النهاية مدير تطوير برامج CAD. في عام 1993 تم تعيينه في تصميم بمساعدة الحاسوب VLSI في قسم علوم الكمبيوتر في جامعة كارل فون أوسيتزكي في أولدنبورغ. من 1996 إلى 1998 شغل منصب عميد بالإضافة إلى ذلك منذ عام 1998، كان نيبل عضوًا في المجلس التنفيذي لمركز OFFIS للأبحاث، وهو معهد لتكنولوجيا المعلومات مرتبط بجامعة أولدنبورغ. من يناير 2001 ديسمبر 2002 عمل نيبيل كنائب رئيس لجامعة أولدنبورغ. منذ يونيو 2005، كان رئيسًا لمعهد OFFIS - تكنولوجيا المعلومات. كان نيبل هو المؤسس المشارك ورئيس مجلس الإدارة لشركة ChipVision Design Systems AG، وهي شركة ناشئة في جمعية الإمارات للغوص تقع في أولدنبورغ، سان رامون (كاليفورنيا)، سان خوسيه (كاليفورنيا) وميونخ.
شارك نيبل في العديد من المؤتمرات الدولية كرئيس للمؤتمر. كما أنه نشط في العديد من اللجان البرنامجية الإضافية والمنظمات المهنية. اهتماماته البحثية في منهجيات وأدوات لتصميم النظام المضمّن، على وجه الخصوص: مواصفات HW / SW ذات تركيبة وجوه وموضوعة لتصميم الطاقة المنخفضة.